# Dz (二合字母)
Dz是一個二合字母。

## 代表的意義
依據不同的語言/dz/可以表示不同的音值意義；比如濁齒齦塞擦音/d͡z/、清齒齦塞擦音/t͡s/，或濁齒齦擦音/z/等。

### 越南语
现代越南语的“D”和“Gi”同音，但过去中古越南语分别为D (/ð/)和Gi (/ʝ/)的音，所以两音的区别在于词源不同，现代越南语表示发/z/音的D，也写作“Dz”，多用于北部方言，而发/j/音的D，则也写作“Y”，多用于南部方言。

## Unicode編碼
| Unicode編碼 | 字形 | 十進制 | 簡介                         |
| ----------- | ---- | ------ | ---------------------------- |
| U+01F1      | Ǳ    | &#497; | 大楷拉丁字母DZ               |
| U+01F2      | ǲ    | &#498; | 大楷拉丁字母D和小階拉丁字母Z |
| U+01F3      | ǳ    | &#499; | 小階拉丁字母DZ               |